# 선허구

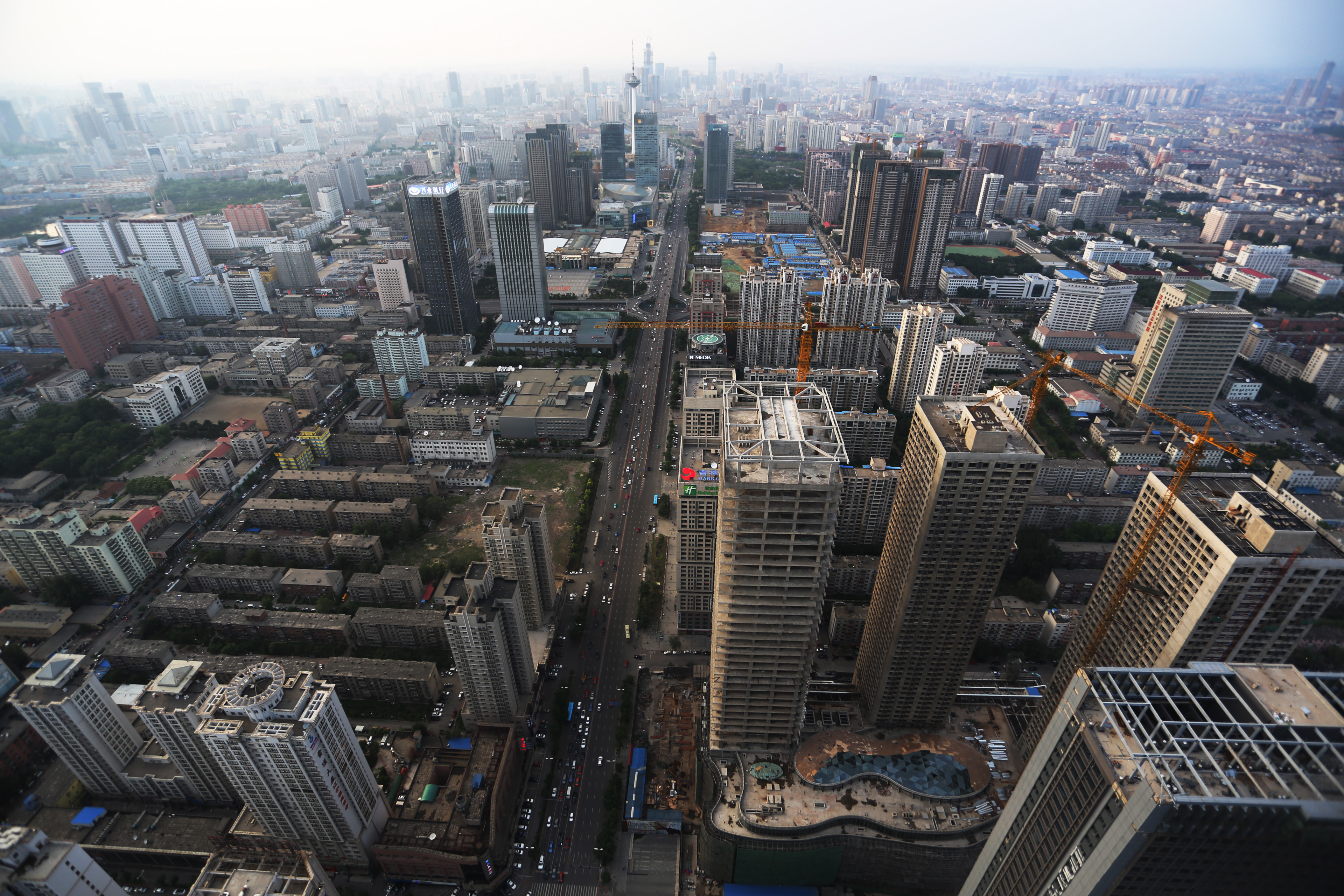

선허구(한국어: 심하구, 중국어: 沈河区, 병음: Shěnhé Qū)는 중화인민공화국 랴오닝성 선양시의 행정구역이다. 넓이는 18km2이고, 인구는 2007년 기준으로 610,000명이다. 선허 구의 대부분은 구성벽의 안쪽에 있다. 선허구에는 선양고궁이 있다. 이곳은 또한 장쭤린의 예전의 고향이자 본거지이기도 했다. 선양 고대 문화 거리와 글로리아 플라자, 최고급 호텔이 있다. 선허구의 서쪽에는 무슬림 마을이 있다. 남탑은 선허 구의 남쪽에 위치한다. 칭녠로는 선허 구의 남쪽 부분과 허핑 구의 남쪽 부분을 분리한다.

## 행정 구역
10개 가도를 관할한다.
- 가도: 新北站街道, 朱剪炉街道, 皇城街道, 大西街道, 山东庙街道, 风雨坛街道, 滨河街道, 万莲街道, 大南街道, 五里河街道.